# 安原麗子
安原 麗子（やすはら れいこ、1969年10月18日 - ）は、日本の女優、声優。本名同じ。元少女隊メンバー。神奈川県横浜市出身。リマックス所属。B77cm、W53cm、H80cm（1991年12月）。

## 来歴・人物
父親は「未成年のうちは叱るのは俺しかいない。それまでは手を上げる」と言うような人で芸能界入りも猛反対し、殴り合いのケンカとなり爪を数本折った。歌手から女優になり、「あの少女隊の安原麗子が脱いだ」と騒がれたときは、「電話じゃ話にならんから、すぐに戻って来い」と言われ、怒鳴られ外に飛び出して大雨の中また取っ組み合いのケンカになった。有りがちだがやっぱり娘の出た雑誌やビデオは全部購入していて「やっぱり親父なんだな」と思ったという。堀越高等学校卒業。
1984年8月、13歳のとき「少女隊」のメンバーとしてレコードデビュー。1989年、「少女隊」解散と同時に所属事務所も退社。ちょうど成人式があった年で、自分自身について色々考え、昔から女優になりたいという夢があり、ステーキハウスや化粧品会社でアルバイトをしながら芝居の勉強を続ける。1991年、『新・うれしはずかし物語』（にっかつビデオ）に出演し、大胆なベッドシーンで話題を呼ぶ。以降は、オリジナルビデオの出演が多い。
趣味は作詞で「少女隊」時代のアルバムに自作詞が数曲ある。
1999年、「1999少女隊」として再結成し活動。
2006年11月、第1子を出産。

## 出演
太字は主演。

### 映画
- クララ白書・少女隊PHOON（1985年2月9日、東宝、少女隊） - 桂木しのぶ
- HOW ARE YOU MY FRIEND/少女隊・青春節拍（1985年、香港映画、少女隊） - 少女隊・安原麗子 （※日本未公開だが、CIC・ビクター ビデオよりVHSビデオで発売）
- ビー・バップ・ハイスクール 高校与太郎狂騒曲（1987年12月12日、東映、少女隊） - 百合
- SO WHAT（1988年7月16日、松竹）
- ガッデム!!（1991年11月22日、ジャパンホームビデオ) - 土屋名美
- 蘇える金狼（1998年2月21日、ギャガ・コミュニケーションズ） - 永井京子
- 透視する女（2000年5月20日、ギャガ・コミュニケーションズ） - 山岸和美

### オリジナルビデオ
- 素肌の熱帯夜（1990年10月25日、SEIYO INTERNATIONAL VIDEO） - 泉美 ※安原麗子（元少女隊）第1回主演作品
- 桃色探偵団1（1990年11月25日、バンダイビジュアル） - クラブ(スパイ)
- 桃色探偵団2 裸神ビアヌスを追え!（1991年1月24日、バンダイビジュアル） - クラブ(スパイ)
- 桃色探偵団3 狙われたトランプスーツ PINK DICKS（1991年3月21日、バンダイビジュアル） - クラブ(スパイ)
- 新・うれしはずかし物語（1991年3月21日、日活） - チャコ
- エッチでハッピーピン!ピン!ピン!（1991年9月5日、ジェイ・ヴィ・ディー） - 藍瑠璃(作曲家)
- 新・ピンクのカーテン（1991年12月13日、ジャパンホームビデオ） - 奥村野理子
- 新・うれしはずかし物語2 週末のシンデレラ（1991年12月5日、日活） - チャコ
- 新・うれしはずかし物語3 天使のキスマーク（1992年8月7日、日活） - チャコ
- もう・ぎりぎり（1992年5月29日 、ココナッツボーイズ・プロジェクト）
- 新・ピンクのカーテン2（1992年7月24日、ジャパンホームビデオ） - 奥村野理子
- どチンピラ 6（1993年） - 暁子
- 難波金融伝 ミナミの帝王 劇場版III 愛人契約（1994年） - くるみ
- 野獣 地獄からの生還（1995年11月1日）
- 東京魔悲夜（1995年12月1日）
- 東京魔悲夜2（1996年4月5日）
- 女雀龍伝〜流血篇〜（2002年） - ユメコ(竹内会大熊組組長の娘)

### テレビドラマ
- 月曜ドラマランド・特別機動少女隊ホールドアップ（1985年4月22日、フジテレビ、少女隊） - 西園愛子
- 夏・体験物語（1985年、TBS) - 島美津子
- 胸キュン刑事　第10話「生放送直前！少女隊を救え」（1987年6月6日、テレビ朝日） - 少女隊
- 月曜ドラマランド・女だらけ〜お姉ちゃん5人の恐怖のいじめにカケフ君タジタジ! ボクもうこんな家いやだ!〜（1987年7月13日、フジテレビ） - 少女隊
- 映画みたいな恋したい「パトリオット・ゲーム」（1993年5月8日、テレビ東京）
- 映画みたいな恋したい「レッド・オクトーバーを追え!」（1993年5月15日、テレビ東京）
- 新空港物語 第8話「謎の匿名電話・ロサンゼルス便を見送る女!」（1994年3月3日、テレビ朝日） - 深沢和代
- 葬儀司会者都築耕平の殺人事件簿・結婚式の霊柩車！棺の中の死体は別人!?（1994年5月28日、テレビ朝日）
- 山村美紗サスペンス　看護婦探偵・戸田鮎子1 「代理母殺人事件」（1994年7月11日、TBS） - 谷沢美加子
- ドラマ新銀河・これでいいのだ（1994年、NHK総合）
- 29歳のクリスマス（1994年、フジテレビ）
- 同居人カップルの殺人推理旅行2「赤い花の証言 見合いの席で殺しの相談!?」（1995年3月11日、テレビ朝日） - 水原桐子
- モテる女はつらいぜ！（1995年、福岡放送)
- 犯罪心理分析官ファイナル（1998年9月1日、日本テレビ）
- ダブルカップル探偵～会津若松美女連続殺人事件～（1999年6月25日、フジテレビ） - 竹村よしみ
- 女と愛とミステリー「金沢能登殺人周遊」（2002年4月7日、BSジャパン）（2002年4月10日、テレビ東京）
- ママまっしぐら!3（2002年、TBS）

### 舞台
- 劇団「東京セレソン」公演『私の愛したカインとアベル』（1999年）
- Messiah（1999年）
- お隣りの人々－喜びの歌編－（2000年）
- 風まかせ けやき十四（2005年）

### バラエティ
- 平成名物TV・IKE IKE CLUB（1990年 - 1991年、TBS）
- ロンロバ!ハイティーンブギ!（2003年4月16日、TBS）
- スーパーフライデー「超豪華!壮絶大追跡!!あの人は今!!」（2003年5月2日、TBS）
- Qさま!!プレッシャーSTUDY 3時間SP直前!（2009年1月11日、テレビ朝日）
- なるほどハイスクール・AKB48VS元アイドル48VSおネェ48 気になる業界の裏側 生態調査スペシャル（2011年10月13日、日本テレビ）
- 今でもスゴい女性芸能人第2の人生すべて見せますSP（2014年7月8日、フジテレビ）
- 沼にハマる人続出!THE FIRSTデビュー前から話題ボーイズグループ(秘)魅力SP（2021年7月25日、日本テレビ）

### テレビアニメ
- 今、そこにいる僕（1999年、アベリア）
- 十兵衛ちゃんシリーズ（1999年 - 2004年、津村御影[6]） - 2シリーズ
- 風まかせ月影蘭（2000年、 月影蘭）
- フルーツバスケット（2001年、花島咲[7]、本田今日子）
- おじゃる丸（2002年 - 2005年、台風マリリン、もや子）
- 明日のナージャ（2003年、コレット[8]）
- レジェンズ 甦る竜王伝説（2004年、メリッサ・スパークス）
- 蟲師（2006年、野萩）
- ダブル・ハード（2013年、錦景子）

### OVA
- アニメーション制作進行くろみちゃん（2001年 - 2003年、四本松浜子、ルイモンド三世アイキャッチコール） - 2シリーズ
- まかせてイルか!（2004年、ナレーション）

### ゲーム
- Tower of Fantasy（幻塔）（2024年、姫玉）

### ドラマCD
- 風まかせ月影蘭 CDシネマ「CDネタにとっといた。」（2000年、月影蘭）
- フルーツバスケット（2005年、花島咲） - 花とゆめ付録のCD
- HCD フルーツバスケット（2005年、花島咲）
- 寄生彼女サナ（2012年、綺羅先生）

### 吹き替え
太字はメインキャラクター。
時期不明
- THETUDORS〜背徳の王冠〜（キャサリン・パー）
- ボーダータウン報道されない殺人者（エレナ）
- ストリップ・アサシン（キャシー）
- やがて哀しき復讐者（ウォンの妻）
- プロビデンス
- 二人の王女（武媚娘）
- スラップショット3（ホープ）
- イケメンバンド（ジヒョクの母）
- ロマンチック・アイランド（イ・ヨンスク）
- 謀りの後宮（則天武后）

2000年
- アリー my Love2（ケイシー）

2001年
- プロビデンス（レベッカ）

2002年
- アリー my Love4（ケイシー）

2008年
- 陰謀の報酬（ビクトリア）

2009年
- ウルヴァリン:X-MEN ZERO（エマ・フロスト〈ターニャ・トッティ〉）
- モール★コップ（エイミー・アンダーソン〈ジェイマ・メイズ〉）

2014年
- ライズ・オブ・シードラゴン 謎の鉄の爪（則天武后）

2018年
- フューチャーワールド（クイーン〈ルーシー・リュー〉）

2019年
- 王朝の陰謀 闇の四天王と黄金のドラゴン（則天武后）

## ディスコグラフィ
参加ユニットでの音楽活動は、「少女隊」の項も参照。

### シングル
| 枚  | 発売日         | タイトル  | レーベル                   | 規格品番   | 最高位 |
| --- | -------------- | --------- | -------------------------- | ---------- | ------ |
| 1st | 1999年10月21日 | 子守歌... | ビクターエンタテインメント | VIDL-30459 |        |

### 配信シングル
| 回  | 配信日        | タイトル | レーベル    |
| --- | ------------- | -------- | ----------- |
| 1st | 2006年2月26日 | VISION   | A&I Records |

### 歌
- テレビアニメ『風まかせ月影蘭』エンディングテーマ「風まかせ2」
- OVA『アニメーション制作進行くろみちゃん』挿入歌「タイジャニ音頭」（安原麗子・市川三恵子・三澤真弓・小松里賀・一条和矢・伊藤栄次・矢部雅史・松本吉朗）、「翼」（作詞・歌：安原麗子）
- テレビアニメ『僕等がいた』第10話挿入歌「Milky way」（作詞・歌：安原麗子）

## グラビア関連作品

### 写真集
- 素肌の熱帯夜（1990年11月1日）
- MIRAGE（1991年2月19日）
- ラブ・ストーリー（1991年5月21日）
- The Day After Tomorrow（1992年10月10日）
- 安原麗子写真集 Reiko（1993年6月26日）
- ルナティック・カラーズ（2002年5月24日、竹書房、撮影：小泉雄太）ISBN 978-4812408919

### ビデオ
- VIDEO IDOL スコラ 安原麗子
- SEXY ANGEL
- ビデオ・クリップの女
- ラブトライアングル（1991年3月1日）
- アイドル黄金伝説 安原麗子（2001年7月27日）
- ルナティック・カラーズ（2002年6月20日）